# Macaduma sericeoides
Macaduma sericeoides là một loài bướm đêm thuộc phân họ Arctiinae, họ Erebidae.